# Chinesisches Laternenfest

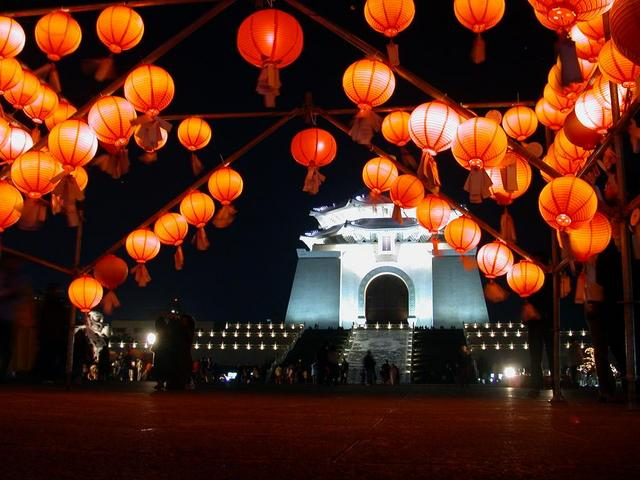
Laternenfest in Taipeh

Das Laternen- (chinesisch 燈節 / 灯节, Pinyin Dēngjié) oder Yuanxiao-Fest (元宵節 / 元宵节,  Yuánxiāojié) ist ein traditioneller chinesischer Feiertag, der das mehrtägige Neujahrsfest abschließt. Seine Ursprünge reichen bis in die Han-Dynastie (206 v. Chr. – 220 n. Chr.) zurück. 
Am Laternenfest (15. Tag des 1. Mondmonats nach dem traditionellen chinesischen Kalender, also vierzehn Tage nach dem Neujahrstag) werden in China, Taiwan und Hongkong Laternenausstellungen veranstaltet. Die teilweise riesengroßen Exponate weisen eine Vielfalt von Farben und Formen auf und werden jedes Jahr neu angefertigt. Traditionell wurde auf ihre Herstellung große Sorgfalt verwendet. Beliebt sind etwa Darstellungen von Tierkreiszeichen, von symbolträchtigen Tieren, Pflanzen und Fabelwesen, von Szenen aus klassischen Romanen, Legenden und Erzählungen, aber auch Kampfszenen. Als Materialien sind bzw. waren u. a. lackiertes Holz, Perlmutt, Pergament, Papier und Horn gebräuchlich.
Ein wichtiger Teil der Laternenausstellung ist auch das Rätselraten: Die Darstellungen auf den Laternen enthalten Rätsel oder die Besitzer der Laternen kleben solche auf ihre Laternen, und die Besucher können sie abreißen, wenn sie ihre Lösung wissen. Wenn sie die Rätsel richtig geraten haben, bekommen sie ein kleines Geschenk. Auch die Kinder spielen in dieser Nacht mit selbst hergestellten oder gekauften Laternen auf der Straße.
Es ist auch Sitte, am Laternenfest Tangyuan (湯圓 / 汤圆,  tāngyuán, Klößchen aus klebrigem Reismehl mit süßer Füllung) zu essen. Da im Chinesischen Tangyuan und Tuanyuan (團圓 / 团圆,  tuányuán – „Familientreffen“) ähnlich klingen, werden diese symbolisch für Eintracht in der Familie gegessen. Auch gilt das Laternenfest als Tag der Brautschau und Ehestiftung.

## Galerie

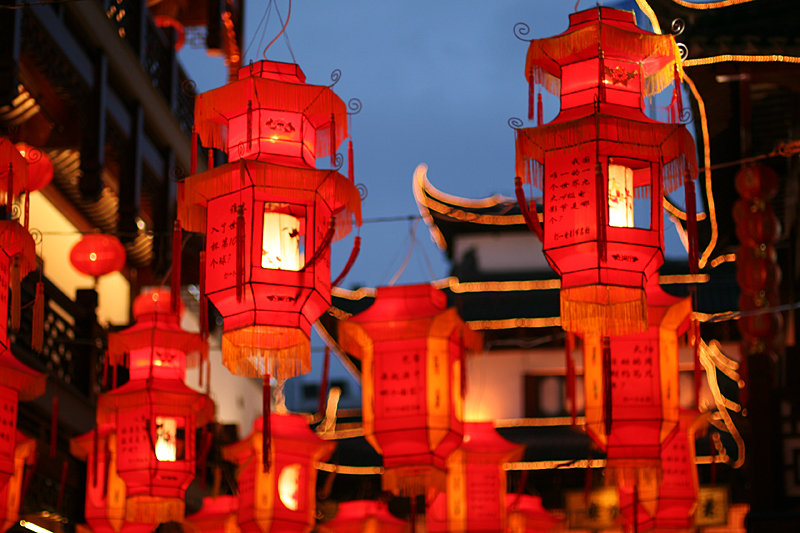
Laternenfest in Shanghai 2007
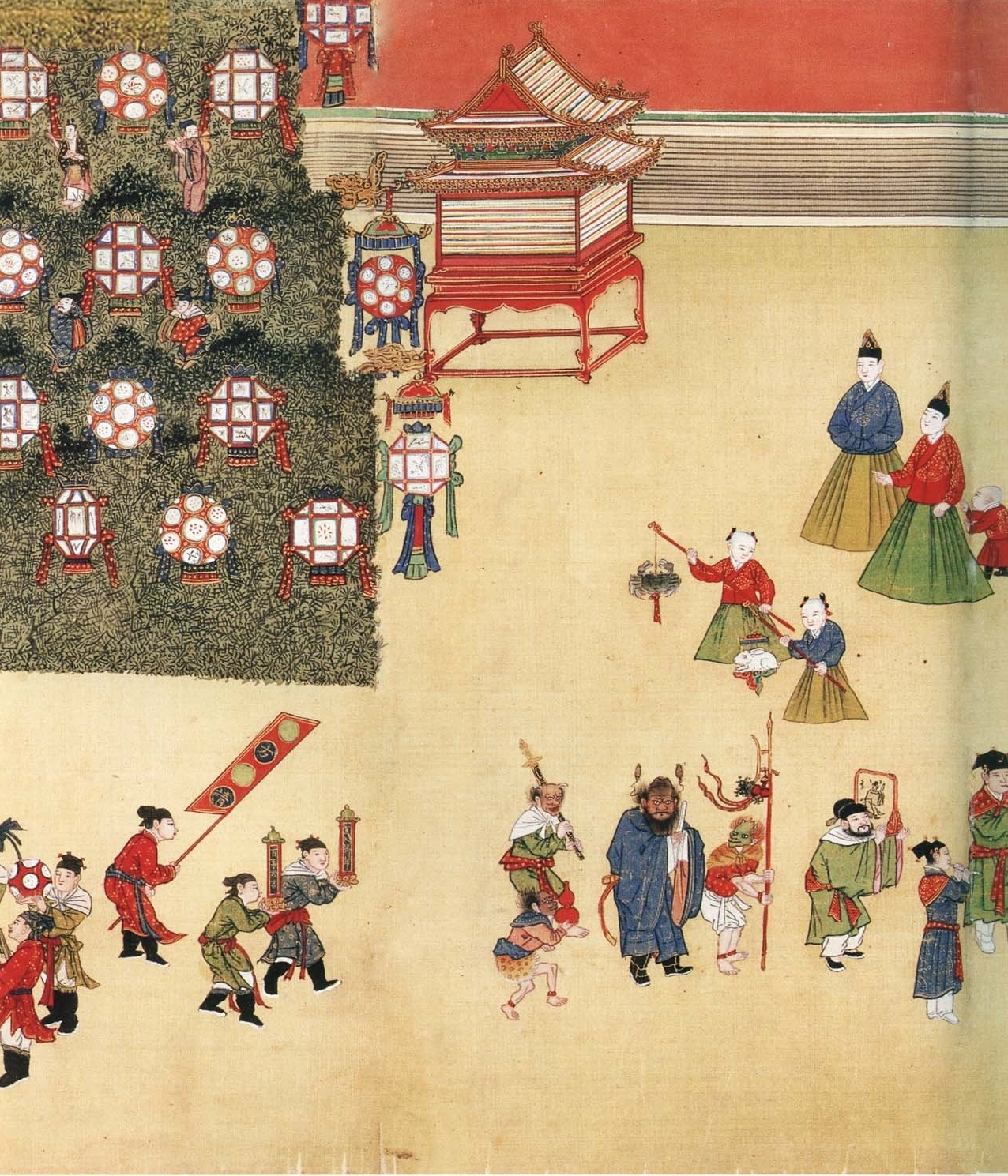
Historisches Laternenfest in der Ming-Zeit
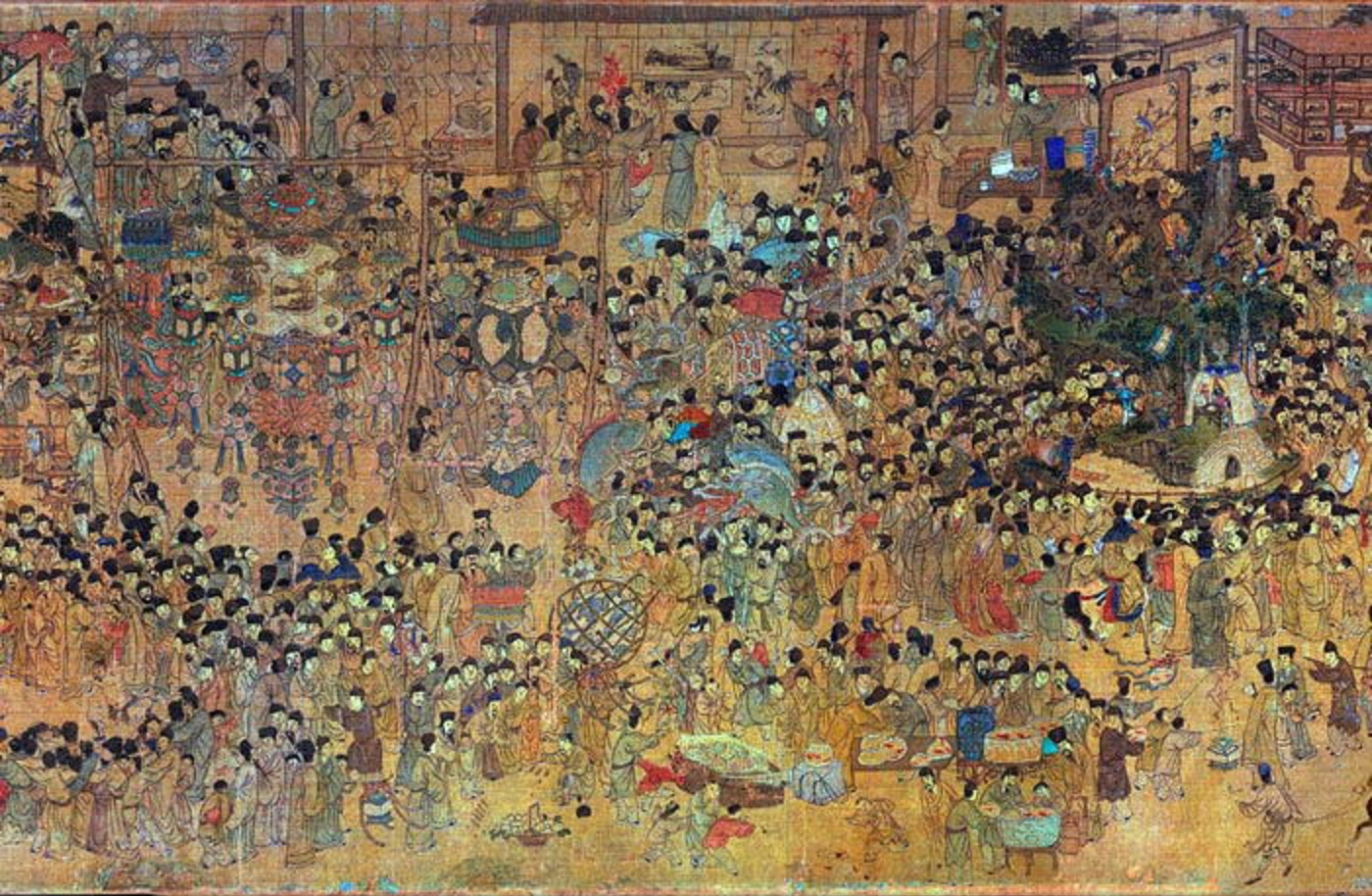
Historisches Laternenfest (上元燈彩圖 Shàngyuán Dēng Cǎitú, deutsch ‚Shangyuan Laternenbild‘) in Nanjing der Ming-Zeit
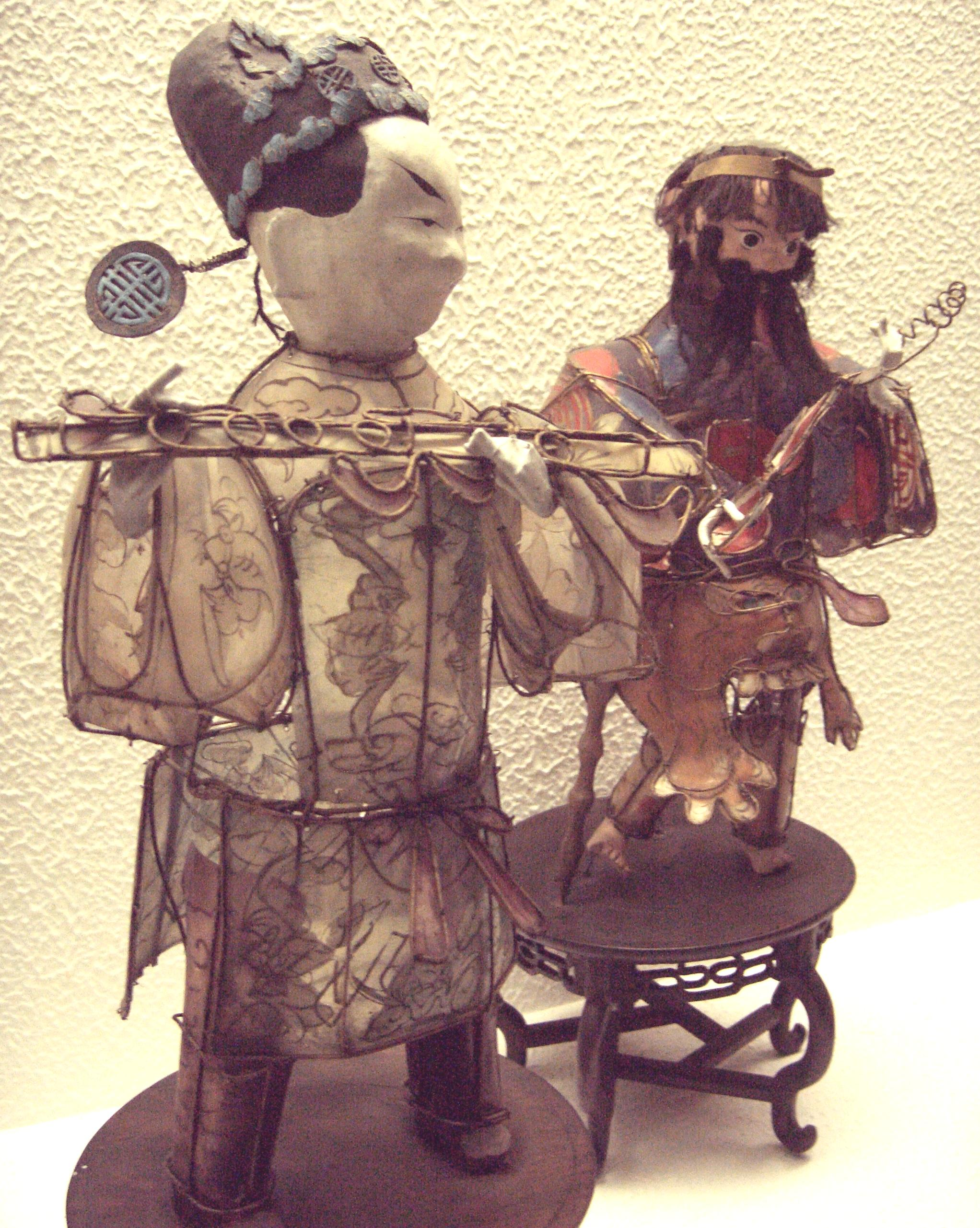
Neujahrslaternen in Form daoistischer Unsterblicher, Qing-Dynastie